# Johann W. Fück
Johann Wilhelm Fück (Francoforte sul Meno, 8 luglio 1894 – Halle, 24 novembre 1974) è stato un arabista e islamista tedesco.
Dal 1913 al 1916 studiò Filologia classica e Filologia semitica presso le università di Halle, di Berlino e di Francoforte. La sua carriera accademica si interruppe nel biennio 1916-1917 quando prestò il servizio militare. Ricevette il dottorato nel 1921, a Francoforte.
Dal 1921 al 1930 insegnò ebraico presso l'Università di Francoforte, dove nel 1929 ottenne l'abilitazione per l'insegnamento di filologia semitica e di scienze islamiche. Dal 1930 al 1935 fu docente presso l'Università di Dacca e direttore del locale Dipartimento di studi islamici e arabi.

Dal 1935 al 1938 insegnò Arabistica e Scienze islamiche presso l'Università di Francoforte
Nel 1938 Fück ricevette una cattedra ad Halle, dove restò fino al riconoscimento da parte della sua Università di Professore Emerito (Emeritierung) nel 1962 e del suo pensionamento.

## Opere scelte
- Muhammad ibn Ishaq (Tesi, 1926)
- Arabiya : Untersuchungen zur arabischen Sprach- u. Stilgeschichte (1950)
- Die arabischen Studien in Europa bis in den Anfang des 20. Jahrhunderts (1955)
- Vorträge über den Islam. Aus dem Nachlaß hrsg. von Sebastian Günther, Institut für Orientalistik der Martin-Luther-Universität Halle-Wittenberg 1999, als Heft 27 der Hallesche Beiträge zur Orientwissenschaft.